# Mi Plan
Mi Plan (с исп. — «Мой план») — четвёртый студийный альбом канадской певицы Нелли Фуртадо. Это её первый испаноязычный альбом. Он был выпущен 11 сентября 2009 года независимым звукозаписывающим лейблом Nelstar Entertainment с дистрибуцией Universal Music Latino. Это первый самостоятельно выпущенный альбом Фуртадо. Сессии записи альбома проходили с 2008 по 2009 год. Альбом был спродюсирован в основном Фуртадо, а также Джеймсом Брайаном, Лестером Мендесом, Салаамом Реми, The Demolition Crew, Джульеттой Венегас и Брайаном Уэстом. Фуртадо описала песни альбома как «простые песни о любви».
Mi Plan был в целом хорошо принят музыкальными критиками, большинство из которых высоко оценили вокал Фуртадо. Альбом достиг первого места в латиноамериканском чарте Billboard, а затем был сертифицирован как платиновый (латинский раздел) Ассоциацией звукозаписывающей индустрии Америки (RIAA). В 2010 году альбом получил премию Latin Grammy в номинации «Лучший женский поп-вокальный альбом». Лид-сингл с альбома, «Manos al Aire», был выпущен в июне 2009 года. Песня стала первым сольным синглом Фуртадо номер один в американском чарте Billboard Top Latin Songs. Она также стала первой североамериканской исполнительницей, возглавившей чарт с оригинальной испанской песней. С альбома вышли ещё два сингла: «Más», выпущенный в декабре 2009 года, и «Bajo Otra Luz», выпущенный в июне 2010 года. В поддержку альбома в 2010 году состоялся её тур Mi Plan, первый тур, охвативший Латинскую Америку. В октябре 2010 года последовал альбом ремиксов Mi Plan Remixes, в который вошли ремиксы на синглы.

## История
Фуртадо начала работать с гитаристом и продюсером Джеймсом Брайаном над альбомом My Plan, который мог бы стать англоязычным. Она сказала, что попробует написать песни на английском, а затем на португальском, но не почувствует вдохновения. Она упомянула, что её коллега, канадский автор-исполнитель Алекс Куба предложил попробовать писать тексты на испанском, а затем он будет писать мелодии. Одобрив эту идею, она сказала, что она, Куба и Брайан начали «действительно органично писать песни» на испанском. Куба затем помог им написать больше песен, включая заглавный трек, «Mi Plan» и «Manos al Aire». В «Mi Plan» Куба исполняет вокальную партию. По словам Кубы, с сентября 2008 по февраль 2009 года они собирались вместе пять раз и написали девять песен, шесть из которых вошли в альбом. Фуртадо также работала с Джульеттой Венегас, которая написала песню «Bajo Otra Luz», а также приняла участие в создании другой песни под названием «Vacación», сыграв на аккордеоне. В общей сложности Фуртадо написала 24 испаноязычные песни, 12 из которых вошли в окончательный трек-лист.

## Отзывы
| Совокупная оценка    | Совокупная оценка |
| Источник             | Оценка            |
| -------------------- | ----------------- |
| Metacritic           | 71/100            |
| Оценки критиков      |                   |
| Источник             | Оценка            |
| AllMusic             | [ 11 ]            |
| BBC Music            | (mixed)           |
| Billboard            | (favorable)       |
| Digital Spy          | [ 14 ]            |
| Entertainment Weekly | (C)               |
| MusicOMH             | [ 16 ]            |
| Slant                | [ 17 ]            |
| The Boston Globe     | (favorable)       |
| The New York Times   | (favorable)       |
| Yahoo! Music UK      | [ 19 ]            |

Альбом был в целом хорошо принят критиками: он набрал 71/100 баллов среди профессиональных музыкальных критиков по версии Metacritic. В положительной рецензии Стивен Томас Эрлевайн из AllMusic написал, что альбом «уверенный и цельный», и заявил, что это «самый сильный альбом на данный момент». Billboard описал альбом как «прямолинейные песни, которые обращаются к мелодическим чувствам, а не к ритмическим связкам, набор представляет собой смесь уязвимости и искренности». Рецензент The Boston Globe сказал: «Фуртадо соединяет поп-чувства с латинской музыкой», а также отметил песни «Sueños» и «Silencio», сказав, что они «подчёркивают чистоту вокала Фуртадо».

## Награды и номинации
На 11-й ежегодной церемонии вручения премии «Латинская Грэмми» 11 ноября 2010 года Фуртадо получила премию «Латинская Грэмми» в номинации «Лучший женский поп-вокальный альбом».

## Список композиций
| №                   | Название                                                          | Автор(ы)                            | Продюсер                                   | Длительность |
| ------------------- | ----------------------------------------------------------------- | ----------------------------------- | ------------------------------------------ | ------------ |
| 1.                  | «Manos al Aire»                                                   | Nelly Furtado James Bryan Alex Cuba | Bryan Furtado Demacio "Demo" Castellon [a] | 3:29         |
| 2.                  | «Más»                                                             | Furtado Lester Mendez Andres Recio  | Mendez                                     | 3:32         |
| 3.                  | «Mi Plan» (при участии Alex Cuba)                                 | Furtado Bryan Cuba                  | Bryan Furtado Castellon [b]                | 4:05         |
| 4.                  | «Sueños» (при участии Alejandro Fernández)                        | Furtado Bryan Cuba                  | Bryan Brian West Furtado                   | 3:11         |
| 5.                  | «Bajo Otra Luz» (при участии Julieta Venegas и La Mala Rodríguez) | Venegas Rodríguez                   | Castellon Venegas Furtado                  | 4:19         |
| 6.                  | «Vacación»                                                        | Furtado Mendez Venegas              | Mendez                                     | 3:43         |
| 7.                  | «Suficiente Tiempo»                                               | Furtado Cuba                        | Salaamremi.com                             | 3:03         |
| 8.                  | «Fuerte» (при участии Concha Buika)                               | Furtado Bryan Cuba                  | Salaamremi.com                             | 3:25         |
| 9.                  | «Silencio» (при участии Josh Groban)                              | Furtado Mendez Julio Reyes Copello  | Mendez                                     | 3:34         |
| 10.                 | «Como Lluvia» (при участии Juan Luis Guerra)                      | Furtado Mendez Guerra               | Mendez                                     | 3:37         |
| 11.                 | «Feliz Cumpleaños»                                                | Furtado Bryan Cuba                  | Castellon Furtado                          | 4:11         |
| 12.                 | «Fantasmas» (hidden track)                                        | Furtado Cuba                        | Castellon Furtado Michael Anthony [a]      | 3:33         |
| Общая длительность: | Общая длительность:                                               | Общая длительность:                 | Общая длительность:                        | 44:42        |

| №   | Название                      | Автор(ы)           | Продюсеры                   | Длительность |
| --- | ----------------------------- | ------------------ | --------------------------- | ------------ |
| 13. | «Manos al Aire» (Humby Remix) | Furtado Bryan Cuba | Bryan Furtado Castellon [a] | 3:39         |

Замечания
- ↑  — сопродюсер
- ↑  — дополнительный продюсер

## Чарты
| Чарт (2009)                                | Высшая позиция |
| ------------------------------------------ | -------------- |
| Австралия (Ö3 Austria)                     | 6              |
| Бельгия (Ultratop Flanders)                | 27             |
| Бельгия (Ultratop Wallonia)                | 28             |
| Канада Canadian Albums (Billboard)         | 20             |
| Чехия (ČNS IFPI)                           | 5              |
| Нидерланды (MegaCharts)                    | 30             |
| Европа European Top 100 Albums (Billboard) | 6              |
| Франция (SNEP)                             | 41             |
| Германия (Offizielle Top 100)              | 5              |
| Италия (FIMI)                              | 10             |
| Мексика (AMPROFON)                         | 11             |
| Польша (OLiS)                              | 6              |
| Испания (PROMUSICAE)                       | 8              |
| Швейцария (Schweizer Hitparade)            | 3              |
| США Billboard 200                          | 39             |
| США Latin Pop Albums (Billboard)           | 1              |
| США Top Latin Albums (Billboard)           | 1              |

## Сертификации
| Регион | Сертификация       | Продажи  |
| --- | ------------------ | -------- |
| Германия (BVMI) | Золотой            | 100 000^ |
| Польша (ZPAV) | Золотой            | 10 000*  |
| Швейцария (IFPI Switzerland)                                                                                             | Золотой            | 15 000^  |
| США (RIAA) | Платиновый (Latin) | 100 000^ |
| * Данные о продажах приведены только на основе сертификации. ^ Данные о тиражах приведены только на основе сертификации. |                    |          |